# Синніколау-Ромин (комуна)
Синніколау-Ромин (рум. Sânnicolau Român) — комуна у повіті Біхор в Румунії. До складу комуни входять такі села (дані про населення за 2002 рік):
- Берекіу (362 особи)
- Ройт (668 осіб)
- Синніколау-Ромин (1233 особи) — адміністративний центр комуни

Комуна розташована на відстані 440 км на північний захід від Бухареста, 19 км на південний захід від Ораді, 144 км на захід від Клуж-Напоки, 138 км на північ від Тімішоари.

## Населення
У 2009 році у комуні проживали 2147 осіб.